# Bleu givré
Bleu givré est un nom de couleur de fantaisie en usage dans les domaines de la décoration et de la mode. Le givre étant blanc, et le bleu étant une couleur froide, le nom ne donne aucune indication sur la nuance dont il s'agit.
Dans les nuanciers commerciaux, on trouve, en soie Bleu givré ; en papier à dessin 118 bleu givre
L'expression est attestée en 1897. En 1908, la revue Art et décoration décrit la manière de Louis Legrand comme « nacrée et veloutée, et des harmonies de blanc, de bleu givré, d'orange flambé ».
Le nuancier ISCC-NBS donne, pour certaines de ses références, des noms en langue anglaise, parmi lesquels on trouve « frozen dew » (rosée gelée) 184.